# Saint-Étienne-de-Mer-Morte

Localització de Saint-Étienne-de-Mer-Morte

Saint-Étienne-de-Mer-Morte (en bretó Sant-Stefan-an-Mel-Veuzh, en gal·ló Saent-Estienn-de-Melmartz) és un municipi francès, situat a la regió de país del Loira, al departament de Loira Atlàntic, que històricament ha format part de la Bretanya. L'any 2006 tenia 1.231 habitants. Limita amb els municipis de La Marne, Paulx, Touvois, Corcoué-sur-Logne et La Limouzinière a Loira Atlàntic, La Garnache i Froidfond a Vendée.

## Demografia
| 1962                                       | 1968  | 1975  | 1982 | 1990  | 1999  |
| ------------------------------------------ | ----- | ----- | ---- | ----- | ----- |
| 1.128                                      | 1.169 | 1.078 | 995  | 1.041 | 1.003 |
| Des de 1962: població sense dobles comptes |       |       |      |       |       |

## Administració
| Període   | Identitat     | Partit |
| --------- | ------------- | ------ |
| 2001-2008 | Marcel Gentet |        |
| 2008-     | Jean Gilet    |        |